# Nordheide
Als Nordheide werden – in unterschiedlichen Zusammenhängen verschiedene – Landschaftsteile im Norden der Lüneburger Heide bezeichnet.
Allgemein wird die Region im Nordwesten der Lüneburger Heide südlich von Hamburg als Nordheide bezeichnet. Dazu gehören unter anderem auch nördlich gelegene Teile des Naturraums Hohe Heide.
In der Touristikbranche wird der Landkreis Harburg in der Metropolregion Hamburg, der größtenteils in dieser Region liegt, als Nordheide vermarktet. Seine größte Stadt Buchholz in der Nordheide gehört ebenfalls zur Hohen Heide.
In der naturräumlichen Gliederung werden die Haupteinheiten 643 (Uelzener und Bevenser Becken mit 716 km²) und 644 (Luheheide mit 653 km²) zusammenfassend als Nordheide benannt.